# Championnat du Pérou de football 1945
Navigation
Saison précédente Saison suivante
La saison 1945 du Championnat du Pérou de football est la dix-septième édition du championnat de première division au Pérou. Les huit clubs participants sont regroupés au sein d'une poule unique où ils s'affrontent deux fois au cours de la saison, à domicile et à l'extérieur. À la fin de la compétition, le dernier du classement dispute un barrage de promotion-relégation face au champion de Segunda División, la deuxième division péruvienne.
C'est le club d'Universitario de Deportes qui remporte la compétition après avoir terminé en tête du classement final du championnat, avec deux points d'avance sur le duo composé du Club Centro Deportivo Municipal et de l'Atlético Chalaco. C'est le 5e titre de champion du Pérou de l'histoire du club, qui rejoint l'Alianza Lima en tête du classement du nombre de titres nationaux.

## Les clubs participants
| - Alianza Lima - Sport Boys - Sucre FC - Universitario de Deportes | - Atlético Chalaco - Club Centro Deportivo Municipal - Sporting Tabaco - Centro Iqueño |

## Compétition
Le barème utilisé pour établir le classement est le suivant :
- Victoire : 2 points
- Match nul : 1 point
- Défaite, forfait ou abandon : 0 point

### Classement
| Rang | Équipe                          | Pts | J  | G  | N | P  | Bp | Bc | Diff |
| ---- | ------------------------------- | --- | -- | -- | - | -- | -- | -- | ---- |
| 1    | Universitario de Deportes       | 21  | 14 | 10 | 1 | 3  | 49 | 23 | +26  |
| 2    | Club Centro Deportivo Municipal | 19  | 14 | 8  | 3 | 3  | 46 | 33 | +13  |
| 3    | Atlético Chalaco                | 19  | 14 | 9  | 1 | 4  | 35 | 23 | +12  |
| 4    | Alianza Lima                    | 13  | 14 | 6  | 1 | 7  | 31 | 31 | 0    |
| 5    | Sucre FC (T)                    | 13  | 14 | 3  | 7 | 4  | 22 | 23 | -1   |
| 6    | Sporting Tabaco                 | 11  | 14 | 4  | 3 | 7  | 28 | 46 | -18  |
| 7    | Centro Iqueño                   | 10  | 14 | 3  | 4 | 7  | 30 | 44 | -14  |
| 8    | Sport Boys                      | 6   | 14 | 2  | 2 | 10 | 29 | 47 | -18  |

|  | Champion du Pérou 1945                           |
|  | Participation au barrage de promotion-relégation |
|  | (T) : Tenant du titre                            |

### Barrage de promotion-relégation
Le dernier du classement, Sport Boys dispute un barrage sous forme de matchs aller-retour, face au champion de Segunda División, Santiago Barranco. Pour la troisième saison consécutive, le club de l'élite remporte le duel et se maintient.
| Équipe 1               | Résultat | Équipe 2        | Aller | Retour |
| ---------------------- | -------- | --------------- | ----- | ------ |
| Santiago Barranco (D2) | 1 - 5    | (D1) Sport Boys | 1 - 3 | 0 - 2  |

- Sport Boys se maintient en Primera Division.

## Bilan de la saison
| Championnat du Pérou de football 1945 |                                      |
| Champion                              | Universitario de Deportes (5e titre) |
| Promotions et relégations             |                                      |
| Promus en Primera División            | Aucun                                |
| Relégués en Segunda División          | Aucun                                |